# 第三十九号型水雷艇
| 第三十九号型水雷艇 | 第三十九号型水雷艇                                               |
| ------------------ | ---------------------------------------------------------------- |
| 第42号水雷艇       |                                                                  |
| 艦級概観           |                                                                  |
| 艦種               | 水雷艇                                                           |
| 艦名               | 番号                                                             |
| 前級               | 隼型水雷艇                                                       |
| 前級               | 白鷹                                                             |
| 次級               | 第六十七号型水雷艇                                               |
| 要目               |                                                                  |
| 排水量             | 常備：110トン                                                    |
| 全長               | 垂線間長：46.81m (153ft 7in)                                     |
| 全幅               | 4.65m (15ft 3in)                                                 |
| 吃水               | 1.07m (3ft 6in)                                                  |
| 機関               | ヤーロー式水管缶2基 直立式3気筒3段膨張レシプロ1基 1軸、2,000馬力 |
| 速力               | 27ノット                                                         |
| 航続距離           |                                                                  |
| 燃料               | 石炭：36トン（満載）                                             |
| 乗員               |                                                                  |
| 兵装               | 5.7cm山内単装速射砲1基 36cm水上魚雷発射管 旋回式2門、固定式1門   |
| 同型艦             | 10隻                                                             |

第三十九号型水雷艇（だいさんじゅうきゅうごうがたすいらいてい、旧字体：第三十九號型水雷艇）は、日本海軍の二等水雷艇。同型艇10隻。ヤーロー型。

## 概要
1896年（明治29年）度計画の第1期拡張計画のうちヤーロー社発注の10隻。そのころ出現した水雷艇駆逐艦（後に駆逐艦に発展）に対抗するために排水量は当初予定の80トンから110トンまで増大した。

## 戦歴
日露戦争では水雷艇隊の一員として各艇は参加した。旅順攻略の最終段階で、旅順に残る艦艇のほとんどが陸上からの砲撃により着底擱座し、最後に戦艦セヴァストーポリ(Sevastopol)が残った。同艦は砲撃を巧みに避けて港外に逃れた。そして港口の西側に錨を入れ防雷網を設置、陸上砲台と砲艦1隻、駆逐艦2隻に守られた。この戦艦を攻撃するために1904年（明治37年）12月9日から水雷艇隊の夜襲が雪の中で行われた。翌10日は風が強く攻撃は中止されたが11日から5夜連続で攻撃に当たった。最後となる15日夜は激しい風雪の中で攻撃が決行され、この攻撃でセヴァストーポリの艦尾に魚雷2本が命中、浸水により航行不能となり戦闘能力を喪失、ようやく目的を達した。この一連の攻撃で第42号とその他1隻（第50号型の53号）が戦没し合わせて35名の戦死者を出している。
日本海海戦の夜戦にも各艇参加、この時このクラスで戦没した艇は無かった。残った9隻は1913年（大正2年）と1916年（大正5年）に除籍された。

## 同型艦
建造は全てヤーロー社。組立は横須賀=横須賀海軍造船廠、佐世保=佐世保海軍造船廠。
- 第39号 : 1901年（明治34年）2月18日竣工（ヤーロー/横須賀）。1913年（大正2年）4月1日除籍。
- 第40号 : 1901年（明治34年）3月4日竣工（ヤーロー/横須賀）。1913年（大正2年）4月1日除籍。母港:佐世保(最終時)、6月12日売却訓令、11月1日4,555円で売却報告[2]。
- 第41号 : 1901年（明治34年）3月7日竣工（ヤーロー/横須賀）。1913年（大正2年）4月1日除籍。
- 第42号 : 1901年（明治34年）4月29日竣工（ヤーロー/横須賀）。1904年（明治37年）12月15日戦没。
- 第43号 : 1901年（明治34年）4月29日竣工（ヤーロー/横須賀）。1913年（大正2年）4月1日除籍。
- 第62号 : 1902年（明治35年）3月16日竣工（ヤーロー/佐世保）。1913年（大正2年）4月1日除籍。
- 第63号 : 1902年（明治35年）2月26日竣工（ヤーロー/佐世保）。1913年（大正2年）4月1日除籍。
- 第64号 : 1902年（明治35年）3月25日竣工（ヤーロー/佐世保）。1913年（大正2年）4月1日除籍。
- 第65号 : 1902年（明治35年）3月15日竣工（ヤーロー/佐世保）。1913年（大正2年）4月1日除籍。
- 第66号 : 1902年（明治35年）4月1日竣工（ヤーロー/佐世保）。1916年（大正5年）7月1日除籍。